# 祐光
祐光（ゆうこう）は、千葉県千葉市中央区にある町名。1丁目～4丁目からなる。郵便番号は260-0007。

## 地理
千葉市中央区の北部に位置しており、中央区東千葉、道場北、院内、要町、椿森、若葉区高品町と隣接する。概ね住宅地が広がっているが、総武本線の線路脇にはラブホテルが立ち並んでいる。

### 河川
- 葭川

## 歴史

### 地名の由来
かつて院内小学校の西側に「祐光寺」という寺院があったことに由来する小字「ゆかふし（祐光寺）」が千葉市の町名改正の際に採用されたものである。

### 沿革
- 1936年（昭和11年）9月 - 千葉市大字千葉字祐光寺、堰ノ下、迎田をもって祐光町が独立[3]。
- 1970年（昭和45年）1月1日 - 住居表示実施に伴い、祐光町の全域および作草部町、要町、高品町、道場北町の一部が祐光1～4丁目となる[6]。
- 1992年（平成4年）4月1日 - 千葉市が政令指定都市へ移行し、中央区の一部になる。

## 世帯数と人口
2021年（令和3年）3月末現在の世帯数と人口は以下の通りである。
| 町丁  | 世帯数  | 人口    |
| ----- | ------- | ------- |
| 1丁目 | 867世帯 | 1,563人 |
| 2丁目 | 937世帯 | 1,372人 |
| 3丁目 | 211世帯 | 358人   |
| 4丁目 | 569世帯 | 941人   |

## 小・中学校の学区
市立小・中学校に通う場合、学区は以下の通りとなる。
|      | 小学校             | 中学校             |
| ---- | ------------------ | ------------------ |
| 全域 | 千葉市立院内小学校 | 千葉市立椿森中学校 |

## 交通
- 総武本線東千葉駅（要町との間に跨っており、主要部は要町側に存在する）
- 国道126号
- 都市計画道路西千葉駅稲荷町線

## 施設
- 千葉市立院内小学校
- 院内幼稚園
- 千葉東税務署
- 祐光県営住宅